# 塚本靖
塚本 靖（つかもと やすし、1869年3月27日（明治2年2月15日） - 1937年（昭和12年）8月9日）は、日本の建築家。東京帝国大学において建築意匠・装飾・工芸の研究・指導に当たった。号は「准亭」。

## 経歴
1869年、京都生まれ。1893年、東京帝国大学工科大学造家学科を卒業し、明治美術学校講師嘱託となった。
1899年、東京帝国大学工科大学助教授に採用。採用後、1899年から1902年にかけてヨーロッパへ研究留学した。その後も、1906年から1908年にかけての工芸品意匠調査のため清国出張、1909年には日英博覧会のためのイギリスに派遣されている。1920年、同校教授に昇進。1920年より工学部部長を務めたのち、1929年に退官し、名誉教授となった。1937年に帝国芸術院が新設されると会員に選出されたが、同年死去した。享年68。墓所は多磨霊園12区1種10側。

## 研究内容・業績
- 大学で多くの後進の指導に当たる一方で、専門の西洋建築史のみならず、美術・工芸にも造詣が深く、建築・工芸の懸賞競技・展覧会の審査員なども多く務めた。1937年（昭和12年）の東京帝室博物館の建設では建築設計調査委員として参加した。
- 建築界においても、辰野金吾をよく支えるとともに、1923年から1924年にかけて建築学会会長を務めた。

## 受賞・栄典
- 1922年（大正11年）8月29日 - 勲二等瑞宝章[2]
- 1925年（大正14年）11月16日 - 従三位[3]

## 作品
- 渡辺和太郎別邸（1903年）
- 御料車内外部装飾（1897年）
- 天洋丸・地洋丸船内装飾（1908年）[4]
- 東京帝国大学工学部講堂・教室（1919年）
- 京城停車場本屋（ソウル駅旧駅舎、1925年、史跡284号）

## 著書
- 塚本靖、大澤三之助『日光廟建築論』東京帝国大学〈東京帝国大学紀要 工科第1冊第2号〉、1903年5月。
- 塚本, 靖、伊東, 忠、関野, 貞 編『支那建築 世界建築集成』 上巻、建築学会、1928年4月。
- 塚本靖・伊東忠太・関野貞 編『支那建築 世界建築集成』 上巻解説、建築学会、1929年6月。
- 塚本靖・伊東忠太・関野貞 編『支那建築 世界建築集成』 下巻、建築学会、1929年7月。
- 塚本靖・伊東忠太・関野貞 編『支那建築 世界建築集成』 下巻解説、建築学会、1932年7月。
- 『天目茶碗考』学芸書院、1935年9月。